# 추인
추인(追認)은 민법상은 법률행위의 결점을 후에 보충하여 완전히 하는 것. 민법은 취소할 수 있는 행위(143조), 무권대리인의 행위(132조), 무효한 행위(139조)의 3자에 대해 추인을 인정하고 있다. ⑴ 취소할 수 있는 행위의 추인이란 당해행위를 취소하지 않는다는 것으로 이론상은 취소권의 포기이다. 이것에 의해 일단 효과를 발생한 취소될지도 모를 불안정한 상태에 있던 행위는 이후 취소될 걱정이 없는 행위로 되어 법률관계는 안정한다. ⑵ 무권대리인이 한 행위의 추인은 원래 본인에 관하여 아무런 법률효과가 발생하지 않은 것에 새로이 정당한 대리행위로서의 효과를 발생시키는 것이다. 무효한 행위는 추인해도 유효로 되지 않는다. 그러나 예를 들면 허위표시로 무효한 매매를 무효라는 것을 알면서 추인했을 때는 그때부터 유효한 매매로 된다.
민사소송법상 소송능력·법정대리권·소송행위에 필요한 수권의 흠결이 있는 경우에 그 소송행위는 무효이지만, 능력을 취득한 본인, 적법한 수권을 받은 대리인이 소송 중에 추인하면, 행위시에 소급하여 효력이 생긴다(민사소송법 제56조·제88조).

## 요건

### 추인권자
추인을 할 수 있는 자는 취소권자에 한정된다(제143조, 제140조). 취소권자가 여럿인 경우에는 1인이 추인하면 다른 취소권자는 취소할 수 없다. 법정대리인이 추인을 한 경우, 취소권자 본인의 취소권도 소멸한다.

### 취소원인의 종료
반드시 ‘취소원인이 종료한 후’에 추인하여야 한다(제144조 1항). 대법원 판례에 따르면 “취소한 법률행위는 처음부터 무효인 것으로 간주되므로 취소할 수 있는 법률행위가 일단 취소된 이상 그 후에는 취소할 수 있는 법률행위의 추인에 의하여 이미 취소되어 무효인 것으로 간주된 당초의 의사표시를 다시 확정적으로 유효하게 할 수는 없고, 다만 무효인 법률행위의 추인의 요건과 효력으로서 추인할 수는 있으나, 무효행위의 추인은 그 무효 원인이 소멸한 후에 하여야 그 효력이 있고, 따라서 강박에 의한 의사표시임을 이유로 일단 유효하게 취소되어 당초의 의사표시가 무효로 된 후에 추인한 경우 그 추인이 효력을 가지기 위하여는 그 무효 원인이 소멸한 후일 것을 요한다고 할 것인데, 그 무효 원인이란 바로 위 의사표시의 취소사유라 할 것이므로 결국 무효 원인이 소멸한 후란 것은 당초의 의사표시의 성립 과정에 존재하였던 취소의 원인이 종료된 후, 즉 강박 상태에서 벗어난 후라고 보아야 한다.”

### 불공정한 법률행위가 아닐 것
판례에 따르면 “불공정한 법률행위로서 무효인 경우에는 추인에 의하여 무효인 법률행위가 유효로 될 수 없다.”

## 추인의 방법
취소의 경우와 같다(제143조 2항). 특히 추인의 의사표시는 상대방 있는 의사표시로서, 명시적일 필요는 없으며 묵시적으로도 가능하다(통설). 판례에 따르면 “무권리자가 타인의 권리를 자기의 이름으로 또는 자기의 권리로 처분한 경우에, 후일 이를 추인함으로써 그 처분행위를 인정할 수 있고, 특별한 사정이 없는 한 이로써 권리자 본인에게 위 처분행위의 효력이 발생함은 사적 자치의 원칙에 비추어 당연하고, 이 경우 추인은 명시적으로뿐만 아니라 묵시적인 방법으로도 가능하며 그 의사표시는 무권대리인이나 그 상대방 어느 쪽에 하여도 무방하다.”

## 효과
추인이 있으면 취소할 수 있는 법률행위는 새로운 법률행위를 함이 없이 유효한 행위로 확정된다(제143조 1항). 따라서 무효행위에서와 같은 추인의 소급효는 의미가 없다. 판례도 “무효행위의 추인이라 함은 법률행위로서의 효과가 확정적으로 발생하지 않는 무효행위를 뒤에 유효케 하는 의사표시를 말하는 것으로 무효인 행위를 사후에 유효로 하는 것이 아니라 새로운 의사표시에 의하여 새로운 행위가 있는 것으로 그때부터 유효케 되는 것이므로 원칙적으로 소급효가 인정되지 않는 것이다.”라고 한다.

## 같이 보기
- 무효
- 취소